# 出雲科学館パークタウン前駅

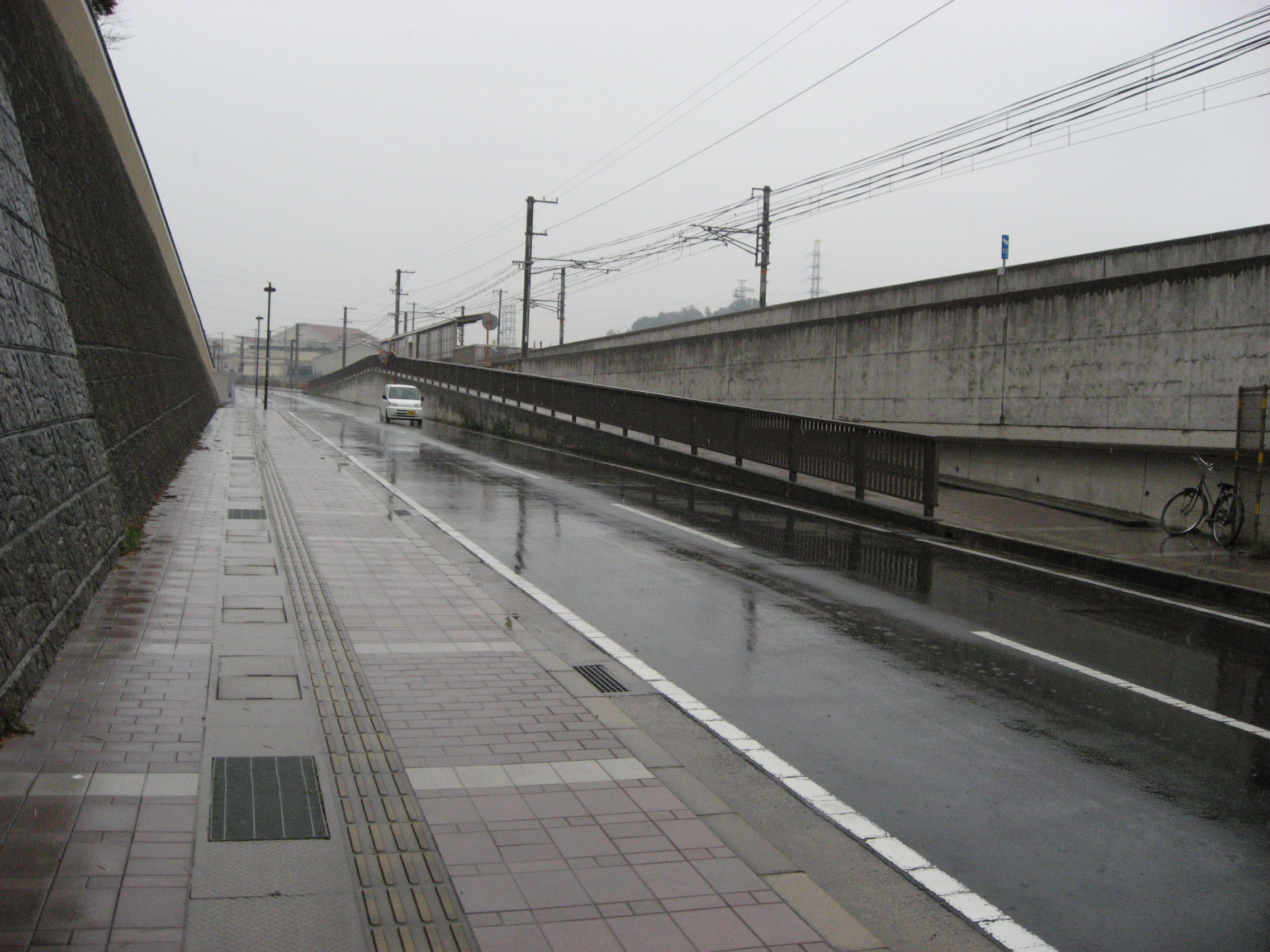
道路側から見た駅

出雲科学館パークタウン前駅（いずもかがくかんパークタウンまええき）は、島根県出雲市今市町に位置する一畑電車北松江線の駅である。駅番号は2。
車内の運賃表示器、整理券の表示は「出雲科学館」となっている。

## 歴史
- 1928年（昭和3年）9月15日：今市上町駅として開業。
- 1941年（昭和16年）以降：大和紡前駅に改称（現在の出雲科学館の所在地に大和紡績の工場があった）。
- 1982年（昭和57年） 3月16日：無人駅化[1]。
- 2002年（平成14年）7月20日：出雲科学館パークタウン前駅に改称[2]。
- 2006年（平成18年）4月1日：一畑電気鉄道の持株会社移行に伴い、新設の一畑電車株式会社が鉄道事業を承継。
- 2021年（令和3年）10月1日：終日無人化[3]。

## 駅構造
松江方面に向かって左側に単式ホーム1面1線を有する半高架駅（停留所）。駅舎・待合室はなく、ホームのみの駅である。南側に山陰本線が並行する。無人駅である。

## 利用状況
1日平均の乗降人員は以下の通り。
| 年度   | 1日平均 乗車人員 | 1日平均 乗降人員 |
| ------ | ---------------- | ---------------- |
| 1999年 | 28               | 170              |
| 2000年 | 21               | 48               |
| 2001年 | 22               | 55               |
| 2002年 | 24               | 60               |
| 2003年 | 35               | 74               |
| 2004年 | 28               | 56               |
| 2005年 | 20               | 42               |
| 2006年 | 16               | 38               |
| 2007年 | 23               | 44               |
| 2008年 | 24               | 44               |
| 2009年 | 22               | 41               |
| 2010年 | 22               | 41               |
| 2011年 | 36               | 59               |
| 2012年 | 34               | 57               |
| 2013年 | 31               | 54               |
| 2014年 | 14               | 31               |
| 2015年 | 31               | 58               |
| 2016年 | 38               | 74               |
| 2017年 | 25               | 45               |
| 2018年 | 30               | 50               |
| 2019年 | 24               | 43               |
| 2020年 | 15               | 28               |
| 2021年 | 35               | 65               |

## 駅周辺
- 出雲科学館
- 大和紡績（ダイワボウ出雲工場）
- くすのき広場
- 出雲市男女共同参画センター
- 出雲乳児保育所
- おおつ保育園
- 出雲市立第一中学校
- 島根県立出雲高等学校
- 大念寺
  - 今市大念寺古墳
- 一の谷公園
- 島根県道277号多伎江南出雲線

## 隣の駅
一畑電車
■北松江線
■特急「スーパーライナー」・■特急・■急行
通過
■普通
電鉄出雲市駅（1） - 出雲科学館パークタウン前駅（2） - 大津町駅（3）